# Smart 1 (2022)
La Smart #1 (si legge "Hashtag One" ed è stilizzata come smart #1; nome in codice HX11) è un'autovettura elettrica di tipo crossover SUV a prodotta dal 2022 dalla casa automobilistica tedesca Smart.

## Profilo e contesto
La vettura rappresenta l'inizio di un vero e proprio cambio di passo del marchio tedesco, il quale ha abbandonato dopo molti anni il segmento delle citycar.

### Sviluppo e debutto

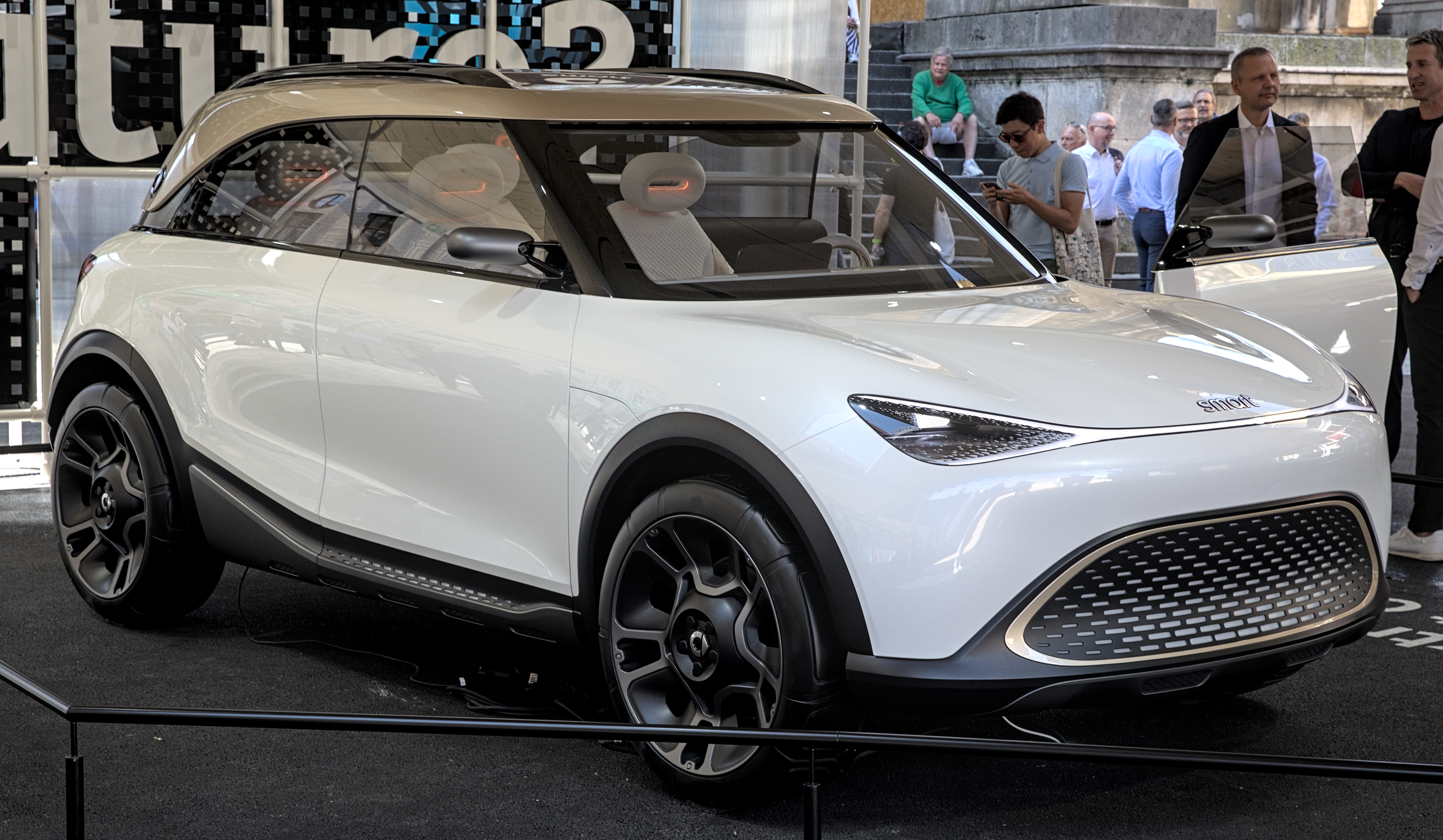
Concept #1

La vettura, oltre a essere la prima SUV e la prima a 5 posti realizzata dalla Smart, è anche la prima a essere sviluppata e prodotta in Cina dalla joint venture nata tra Mercedes-Benz Group e Geely Holding Group. Il modello si basa su una piattaforma inedita realizzata appositamente e unicamente per veicoli elettrici chiamata Sustainable Experience Architecture (SEA), sviluppata interamente dalla Geely. La Mercedes-Benz si è occupata di progettare il design, la carrozzeria e gli interni, mentre la Geely si è dedicata alla meccanica, la parte elettrica e all'ingegnerizzazione della produzione.
Il veicolo è stato anticipato dalla Concept #1, una concept car che è stata presentata al Salone Internazionale dell'Automobile di Germania nel settembre 2021. La versione stradale di serie è stata presentata il 7 aprile 2022. Nel giugno 2022 sono iniziate la commercializzazione e le vendite nel mercato cinese.

### Tecnica e meccanica

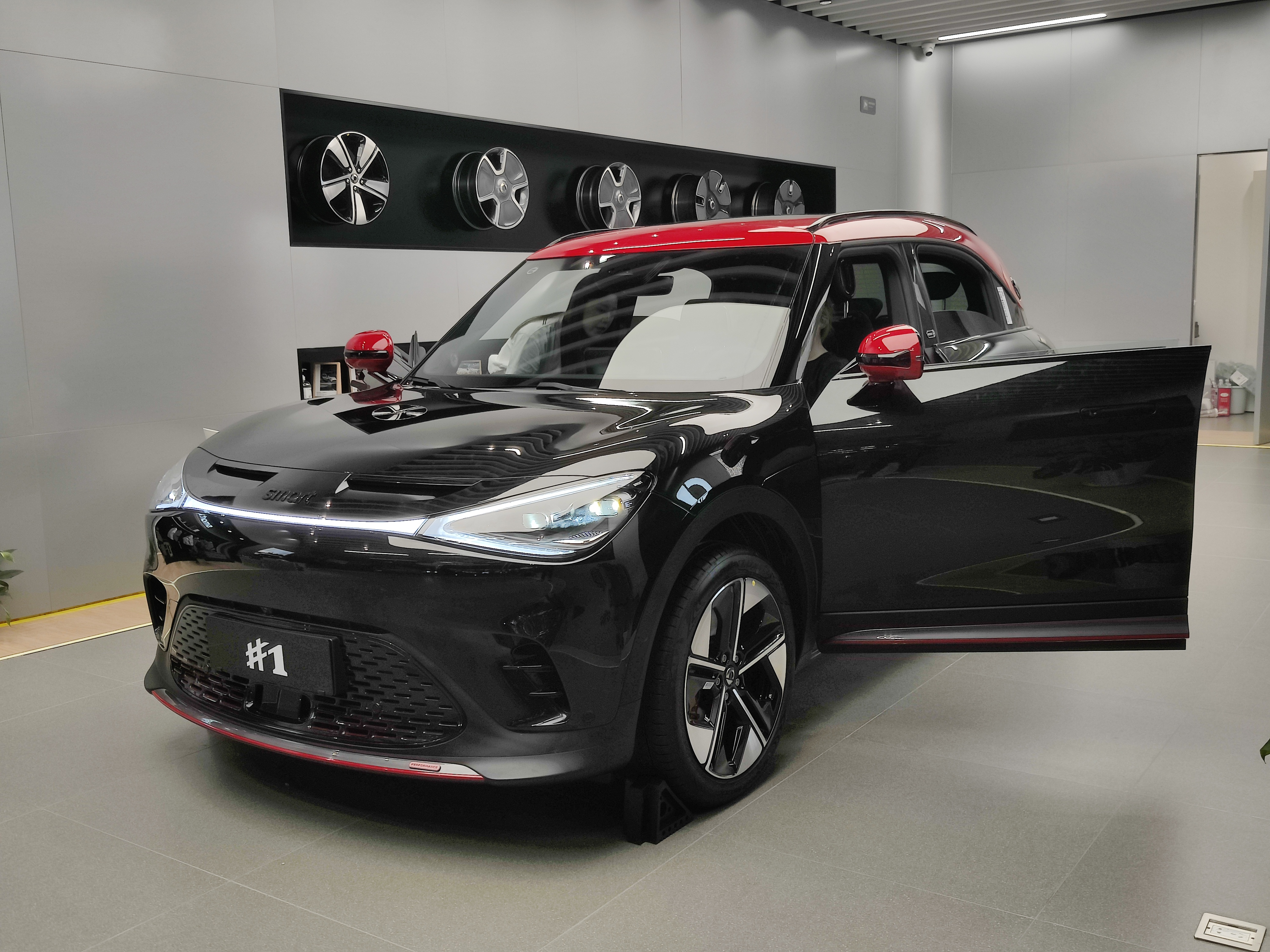
Brabus #1

La #1 si basa sulla piattaforma elettrica Sustainable Experience Architecture (SEA) sviluppata dalla Geely, con architettura a skateboard ovvero con le batterie poste sotto il pavimento dell'auto tra i due assali. Ad alimentarla c'è un motore elettrico posteriore posizionato sotto il bagagliaio che eroga 200 kW (272 CV) e una coppia di 343 N·m. La batteria agli ioni di litio dalla capacità di 66 kWh consente un'autonomia stimata compresa tra i 420 e 440 km secondo il ciclo di omologazione WLTP. Con il caricatore di bordo, attraverso una alimentazione in corrente continua, è possibile ricaricare la batteria con una potenza fino a 150 kW, il che significa che una batteria scarica può essere caricata fino all'80% in 30 minuti. Oltre a un classico bagagliaio con 411 litri situato dietro i sedili posteriori, la #1 ha anche un secondo bagagliaio più piccolo posto sotto il cofano anteriore.

## #1 Brabus
La versione più sportiva con il marchio Brabus è stata presentata a fine agosto 2022. Questa si caratterizza per una livrea con parti di colore rosso come i paraurti, prese d'aria, calotte degli specchietti, tetto e pinze dei freni e finiture esterne in grigio opaco e nero. A spingerla c'è lo stesso gruppo batteria-motore della versione normale, a cui si aggiunge un secondo motore anteriore dalla potenza di 115 kW (156 CV), per un totale di 315 kW (428 CV). Sul lato tecnico è stato migliorato e potenziato il sistema frenante per gestire la potenza extra.